# Teresa Piotrowska
Teresa Piotrowska z domu Stuczyńska (ur. 5 lutego 1955 w Tczewie) – polska polityk, urzędnik państwowy, samorządowiec, posłanka na Sejm IV, V, VI, VII i VIII kadencji, w latach 2014–2015 minister spraw wewnętrznych.

## Życiorys
Ukończyła I Liceum Ogólnokształcące im. Marii Skłodowskiej-Curie w Tczewie, a następnie (w 1980) studia magisterskie z zakresu historii na Wydziale Teologicznym Akademii Teologii Katolickiej w Warszawie. Po zakończeniu studiów rozpoczęła pracę jako katechetka.
Działała w Stowarzyszeniu „Pax”, była instruktorką tej organizacji. W drugiej połowie lat 90. pracowała też jako nauczycielka w szkołach podstawowych. W latach 90. należała do Zjednoczenia Chrześcijańsko-Narodowego, a następnie związana była ze Stronnictwem Konserwatywno-Ludowym. W 2001 przystąpiła do Platformy Obywatelskiej.
Od 1994 zasiadała w radzie miejskiej w Bydgoszczy, a od 1995 do 1998 w zarządzie miasta, będąc w nim odpowiedzialną za oświatę i pomoc społeczną. Od marca do grudnia 1998 pełniła funkcję wojewody bydgoskiego, ostatniego w historii tego województwa. W latach 1999–2001 była wiceprezesem Urzędu Zamówień Publicznych. Od 2001 do 2007 sprawowała mandat posłanki IV i V kadencji, wybranej z listy PO w okręgu bydgoskim.
W 2002 była szefem komitetu wyborczego Konstantego Dombrowicza, który został wybrany na prezydenta Bydgoszczy. W 2006 była kandydatką PO na urząd prezydenta Bydgoszczy. Uzyskała trzeci wynik (18,56% poparcia – 20 617 głosów). W wyborach parlamentarnych w 2007 po raz trzeci została posłem, otrzymując 12 558 głosów. W wyborach w 2011 z powodzeniem ubiegała się o reelekcję, dostała 10 009 głosów.
22 września 2014 objęła stanowisko ministra spraw wewnętrznych w rządzie Ewy Kopacz jako pierwsza kobieta na tym stanowisku. W wyborach w 2015 została ponownie wybrana do Sejmu, otrzymując 18 678 głosów. 16 listopada 2015 zakończyła pełnienie funkcji ministra. W Sejmie VIII kadencji została zastępcą przewodniczącego Komisji do Spraw Kontroli Państwowej, pracowała też w Komisji Łączności z Polakami za Granicą (2015–2018). Nie wystartowała w kolejnych wyborach w 2019.